# Agástia

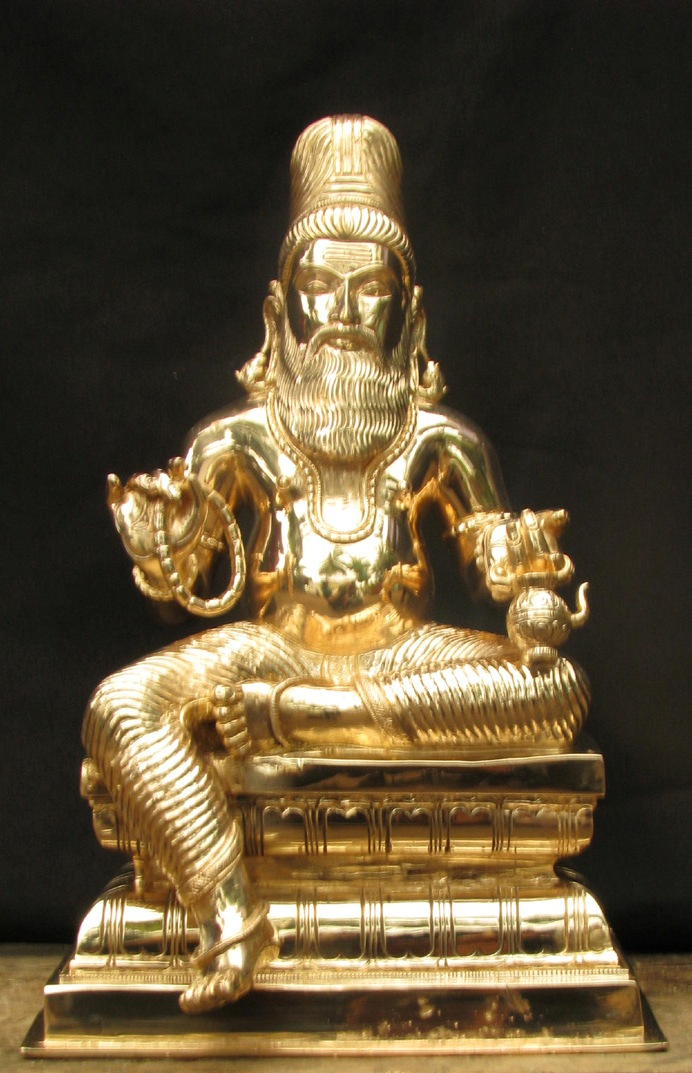
Agastya

No Hinduísmo, Agástia é um termo sânscrito (em devanagari (अगस्त्य), também transliterado como Agastya, Agathiar, Agasthiar, Agastyar ,etc) é um sábio legendário Védico ou rishi. Ele é reverenciado como santo patrono de muitos devotos no sul da Índia. Alguns dizem que foi o sábio Agástia que primeiro popularizou a religião Védica no sul da Índia. Agástia e seu clã tem o credito de serem os autores de muitosmantras do Rig Veda, a mais antiga e relevante escritura Hindu, de modo que a princípios mantras terem sido revelados para eles pelo espírito supremo Brahman. Alguns consideram Agástia como um dos grandes sete sábios ou Saptarshis. O termo também pode ser grafado como Agasti.

## O Humilde e as montanhasVindhya
As Lendas dizem que as montanhas Vindhya que separavam o norte e o sul da Índia tinham mostrado a tendência a crescer tão alto que obstruiriam a passagem do sol. Isto foi acompanhado com o aumento da vaidade por parte das montanhas, que exigiram que Surya, o deus-sol, deveria circundar as Vindhyas da mesma forma que fazia o Monte Meru (identificado por alguns como sendo o pólo norte). A única maneira de fazer as mesmas se moderarem, seria por astucia, e escolheram Agastya para fazer isso.
Agastya viajou do norte para o sul, e no caminho encontrou as intransponíveis montanhas Vindhya. Ele perguntou as montanhas sobre uma passagem que facilita se a passagem para o sul. Em reverência ao eminente sábio como Agastya, as montanhas Vindhya se curvaram o bastante para permitir que o sábio e a sua família cruzassem para o sul da Índia. As Vindhya também se comprometeram a não mais aumentar de tamanho até que Agastya e sua família retornassem ao norte. Agastya resolveu fixar moradia no sul, e as Vindhya, para manter a sua palavra, nunca mais cresceram. De fato, Agastya conseguiu com a astúcia algo que seria impossível de conseguir pela força.

## Agastya e a língua tâmil
Agastya era um grande devoto do Lorde Shiva. Após Agastya alcançar o sul, em resposta as suas orações foi revelado a linguagem clássica para o sul da Índia, o próprio Lorde Shiva ensinou o clássico tâmil para Agastya. Agastya dizem ter feito a Sangam (convenção) e baseou nos ensinamentos recebidos o seu trabalho, Agattiyam ou Agastyam, reconhecidamente um dos maiores tesouros da gramática tâmil.

## Agastya e Lopāmudrā
Como com todos os outros Hindus, era obrigatório Agastya se casar para ter um filho, de forma a cumprir os deveres dos Manus. Ele resolveu seguir as leis, mas Agastya usou de uma forma incomum para fazer isso: por seus poderes yogis, ele criou uma criança do sexo feminino que possuía todas as qualidades especiais de caráter e personalidade que deveriam ser apropriadas para uma esposa de um renunciante. Nesta época, o nobre e virtuoso rei de Vidarbha (um região ao sul da Índia central, exatamente ao sul das montanhas Vindhya), não tinha filhos e estava fazendo penitências e orações para conceber uma criança. Agastya fez que a criança que tinha criado nascesse como a filha do nobre rei de Vidarbha. A criança se chamou "Lopamudra" por seus pais. Quando chegou a idade, Agastya aproximou-se do rei e pediu a mão de sua filha. O rei a princípio ficou melindrado por ouvir tal sugestão vindo de um renunciante, mas a sua filha, que já exibia extraordinários dons de inteligência e caráter, foi insistente para com o pai para que aceita-se a proposta. Lopamudra e Agastya cassaram-se e viveram uma vida de extraordinária felicidade.

## Lendas sobre Agastya
Uma história sobre Agastya vêm da história, que uma vez os demónios tinham refugiado no oceano e era difícil para os deuses acabar com eles, assim eles pedirem o sábio Agastya por ajuda. Após ouvir os deuses, o sábio bebeu o oceano inteiro e o manteve no seu interior até que todos os demónios tivessem sido destruídos.
Agastya disse que teria "dedicado" todos os animais das florestas a deidade Rudra (mais tarde chamada de Shiva), hence making them fit for eating if killed while hunting.
Outra história diz que dois irmãos demónios decidem matar Agastya. Um deles era perito em mudar de forma e o outro conhecia o Sanjivani mantra, que poderia invocar uma pessoas morta de volta para a vida. Eles conceberam um plano que um deles mudaria para a forma de um bode, e seria morto para alimentar Agastya. Após Agastya ter comido o bode, o outro invocaria o Sanjivani mantra para trazer o outro a vida, quem por sua vez arrebentaria o estomago de Agastya e sairá do mesmo o matando. Como foi planejado, um se transformou em bode e o outro se disfarçou como um Brahmachari que tinha convidado Agastya para o jantar. Agastya sabia de antimão sobre o plano e com seus imensos poderes, mas ele resolveu dar uma lição em ambos. Após o jantar, Agastya simplesmente movimentou seu estômago dizendo Jeernam jeernam vathaapi jeernam (significa "comida comida seja bem digerida") fazendo o jantar ser rapidamente digerido, fazendo toda a tentativa de tentar trazer a vida seu irmão em vão. Agastya informou o demónio que seu irmão tinha sido digerido. Agastya, percebendo que seu gosto por comer quase o tinha matado, proibiu o consumo de carne para todas as pessoas.

## Outras facetas de Agastya
Ele é considerado como o primeiro e mais famoso Siddha. ele é considerado o guru de muitos outros Siddhars. Ele também é chamado de Kurumuni, que significa pequeno (kuru) santo (muni). suas contribuições foram para o campo da medicina (Siddha) e Astrologia - especialmente Nadi Jodhidam. é dito que ele viveu há 5000 anos e que foi um precursores da medicina, Boopathi Kuligai, é tão poderoso que podia trazer os mortos a vida. Dois dos seus estudantes e discípulos foram Therayar e Tholkappiar.

## Unidade de Vishnu e Shiva
Em um templo Saivita chamado Kutralam, anteriormente um templo dedicado a Vishnu , em Tâmil Nadu, Agastya, diz a lenda, foi proibido de entrar. Ele então apareceu como um devoto de Vaishnavita e transformou convertido miraculosamente a figura de Vishnu para um Shiva linga. O simbolismo desta conversão, pode ser interpretado, para mostrar que Vishnu e Shiva eram diferentes aspectos do mesmo deus.

## ImportantesStotrams
- O Lalitha sahasranama, que descreve os 1000 nomes da deusa mãe (normalmente conhecido como Gowri, Parvati ou Durga), foi revelado ao mundo pela primeira vez quando Hayagriva, uma manifestação de Vishnu, ensina o mesmo a Agastya.
- Agastya é dito ser o autor da Aditya Hridayam, um hino à Surya, e ensinou mesmo a Rama bem antes da guerra entre Rama e Ravana.